# Хуштіу
Хуштіу (рум. Huștiu) — село у повіті Галац в Румунії. Входить до складу комуни Пріпонешть.
Село розташоване на відстані 214 км на північний схід від Бухареста, 91 км на північний захід від Галаца, 114 км на південь від Ясс, 149 км на схід від Брашова.